# 馬利尼夫卡 (伊瓦尼夫卡區)
46°56′23″N 30°23′8″E / 46.93972°N 30.38556°E
馬利尼夫卡（烏克蘭語：Малинівка）是位於烏克蘭西南部的村莊，由敖德萨州贝雷济夫卡区的伊萬尼夫卡市鎮負責管轄。該村始建於1950年，面積2.16平方公里，海拔高度13米，2001年人口420，人口密度每平方公里194.35人。